# Austrodecus calcaricauda
Austrodecus calcaricauda is een zeespin uit de familie Austrodecidae. De soort behoort tot het geslacht Austrodecus. Austrodecus calcaricauda werd in 1957 voor het eerst wetenschappelijk beschreven door Stock. 